# Cá rô dẹp đuôi hoa
Cá rô dẹp đuôi hoa (danh pháp khoa học: Belontia hasselti) là một loài cá trong họ Osphronemidae.

## Mô tả
Chiều dài tối đa: 20 cm (7,9 in) SL đực / không giới tính.

## Phânh bố
Châu Á: bán đảo Mã Lai, quần đảo Sunda lớn và Phú Quốc, Việt Nam.

## Hình ảnh

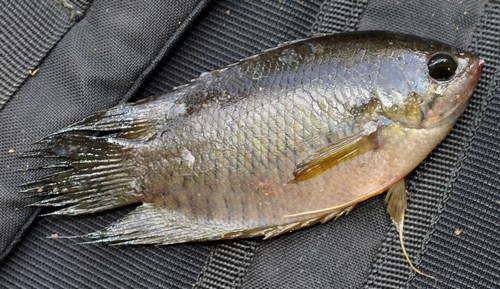